# Gatesville (Caroline du Nord)
Pour les articles homonymes, voir Gatesville.
La ville de Gatesville est le siège du comté de Gates, situé en Caroline du Nord, aux États-Unis.

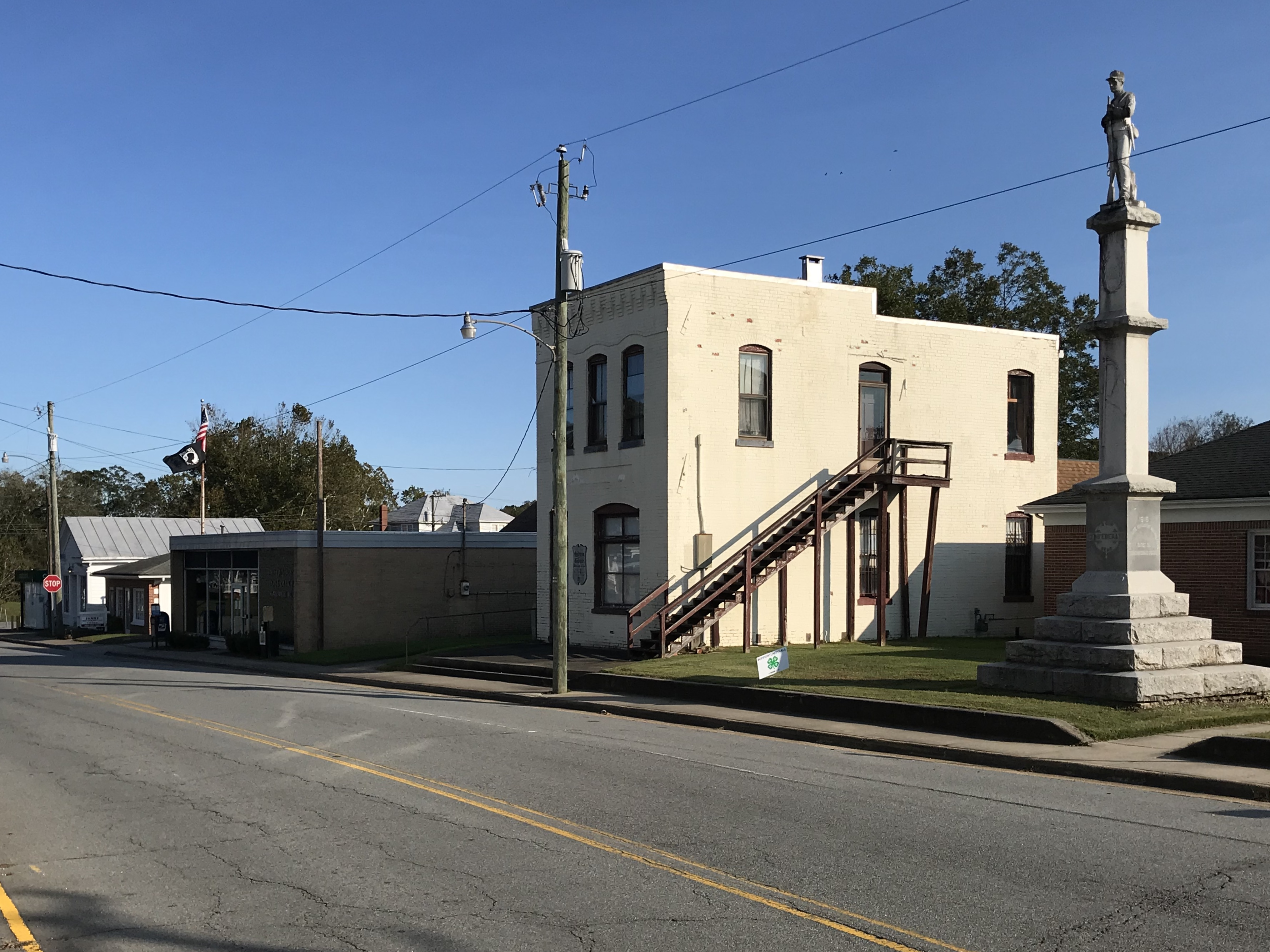
Bâtiments le long de la rue Court

## Démographie
| 1870 | 1880 | 1890 | 1900 | 1910 | 1930 |
| ---- | ---- | ---- | ---- | ---- | ---- |
| 156  | 187  | 232  | 200  | 203  | 320  |

| 1940 | 1950 | 1960 | 1970 | 1980 | 1990 |
| ---- | ---- | ---- | ---- | ---- | ---- |
| 297  | 323  | 460  | 338  | 363  | 308  |

| 2000 | 2010 | - | - | - | - |
| ---- | ---- | - | - | - | - |
| 281  | 321  | - | - | - | - |